# Pablo Jáquez
Pablo Jáquez Isunza (Città del Messico, 29 settembre 1995) è un calciatore messicano, difensore dell'UE Santa Coloma.

## Carriera

### Club
Ha giocato nella prima divisione messicana ed in quella andorrana.

### Nazionale
Nel 2015 con la nazionale Under-20 messicana ha disputato il campionato nordamericano Under-20.

## Palmarès

### Nazionale
- Campionato CONCACAF Under-20: 1

2015